# 김원량
김원량(金元亮, 1589년 ~ 1624년)은 조선 후기의 문신이다. 사계 김장생(金長生)의 문하생이며, 인조반정에 참여하여 정사공신(靖社功臣) 3등에 책록되었으며, 학덕으로 추천되어 낭관과 사헌부의 직책을 역임했다. 그러나 교분이 두터웠던 이괄을 옹호하다가 김자점에 의해 탄핵받고 처형되었다. 사후 다시 복관되어 호조판서에 추증되었다. 자는 명숙(明叔), 호는 미촌(村)․율촌(栗村). 시호는 강민(剛愍). 본관은 경주(慶州)이다.
율곡 이이의 학통을 받은 사계 김장생(金長生)의 문하에서 수학하였으며, 광해군 때 여러 관직을 지낸뒤 1623년 인조반정 직전 이시백(李時白)의 권유로 반정 모의에 가담하였으나, 거사 당일에는 가담하지 않고 대전에서 인조를 맞이하는 모임에도 참여하지 않았다. 그러나 논공행상에서 공신에 녹훈되자, 이후원(李厚源)과 함께 사양하였으나 정사공신(靖社功臣) 3등이 수여되었다.
그 뒤 장례원사평(掌隷院司評)·호조좌랑을 역임하고, 학덕이 높아 명망이 있었으며 학행(學行)으로 김집(金集) 등과 함께 조정에 발탁되어 지평(持平) 등을 지냈다.
이괄과 교분이 있었으며, 1624년 논공행상에 불만을 품은 이괄(李适)이 거병하자, 정찬(鄭燦)은 이괄의 난에 대한 고변을 하였다. 평소 이괄 부자와 교분이 두터웠던 그는 이괄의 무혐의를 극구 변호하다가 승지 김자점(金自點)의 탄핵을 받고 투옥, 사형되었다.
그 뒤 1661년(현종 2) 훈작과 관직이 복권되고, 자헌대부 호조판서에 추증, 월성군(月城君)에 추봉되었으며 강민(剛愍)의 시호가 추증되었다.

## 가족 관계
- 고조부 : 김벽(金碧)
  - 증조부 : 김천우(天宇)
    - 할아버지 : 김가빈(金可賓)
      - 아버지 : 김변(金汴)
      - 어머니 : 구영준(具英俊, 능성구씨)의 딸
        - 부인 : 이경항(李景恒)의 딸
          - 장남 : 요절
          - 양자 : 김헌(金瀗) - 김정(金淨)의 5대손
          - 장녀 : 이인실(李仁實)에게 출가
          - 차녀 : 이겸(李兼)에게 출가

## 같이 보기
- 김장생
- 이괄의 난
- 이괄
- 김자점